# Боровиков, Владимир Валерьевич
Владимир Валерьевич Боровиков (2 февраля 1973, Усолье-Сибирское — 18 февраля 1995, Грозный) — командир взвода десантно-штурмовой роты 165-го полка морской пехоты 55-й Мозырской Краснознамённой дивизии морской пехоты Краснознамённого Тихоокеанского флота, лейтенант, герой Российской Федерации.

## Биография
Родился 2 февраля 1973 года в г. Усолье-Сибирское Усольского района Иркутской области в семье офицера войск ПВО. Жил в городе Енисейске-15 Красноярского края. Учился в МОУ СОШ № 11 п. Енисейск-15 с 1985 года по 1988 год. В 1990 году Боровиков В. В. закончил Машуковскую среднюю школу г. Клецка-2 Минской области.
В 1990 году поступил в Дальневосточное высшее общевойсковое командное училище имени Маршала Советского Союза К. К. Рокоссовского. Обучался по специализации «морская пехота». По окончании училища в 1994 году был направлен для прохождение службы на Краснознамённый Тихоокеанский флот.
В январе 1995 года в составе 165-го полка морской пехоты убыл в командировку на Северный Кавказ. Активно участвовал в уличных боях в Грозном. В боевой обстановке проявил самообладание, стойкость, героизм.
18 февраля 1995 года штурмовой отряд под командованием лейтенанта Боровикова получил боевую задачу на блокирование отхода крупного отряда боевиков из Грозного. После выполнения поставленной задачи морские пехотинцы получили приказ на отход, чтобы дать возможность уничтожить противника огнём артиллерии. При отходе штурмовой отряд попал в засаду и вынужден был принять бой с превосходящими силами дудаевцев.
Сообщив командиру батальона о сложившейся обстановке, Владимир Боровиков вместе с подчиненными вел трудный многочасовой бой, лично уничтожил пулеметный расчет, гранатометчика и трех бандитов. В самый критический момент боя лейтенант был ранен осколком гранаты в голову и руку, но продолжал руководить боем, пока не получил новые ранения, от которых скончался.
Похоронен в г. Канске Красноярского края. Указом Президента Российской Федерации от 3 мая 1995 года лейтенанту Боровикову Владимиру Валерьевичу посмертно присвоено звание Героя Российской Федерации.
1 сентября 2007 года в средней школе № 11 в торжественной обстановке открыта мемориальная доска Герою. Решением Енисейского районного Совета депутатов Красноярского края № 27-382р. от 3 октября 2008 года средней школы № 11 п. Енисейск-15 присвоено имя Героя Российской Федерации Владимира Валерьевича Боровикова.

## Память
В городе Енисейске, на здании школы, в которой учился Герой, установлена мемориальная доска. В сентябре 2005 года на территории 55-й гвардейской дивизии морской пехоты во Владивостоке состоялось открытие мемориала памяти морским пехотинцам, погибшим при исполнении воинского долга и при установлении конституционного порядка в Чеченской Республике. Среди имен погибших морских пехотинцев, и имя В. В. Боровикова. На территории дивизии заложена аллея в честь пяти героев России: майора Павла Гапоненко, старшего лейтенанта Сергея Фирсова, лейтенанта Владимира Боровикова, прапорщика Андрея Днепровского, мичмана Андрея Захарчука. На мраморных плитах высечены их имена, фотографии.